# Bisbat de Lausana, Ginebra i Friburg
El bisbat de Lausana fou un principat-bisbat del Sacre Imperi Romanogermànic. La diòcesi catòlica de Lausana era el territori sota jurisdicció eclesiàstica del príncep-bisbe i el principat-bisbat era el seu domini o jurisdicció temporal directe. La diòcesi va esdevenir modernament Diòcesi de Lausana, Ginebra i Friburg (llatí Dioecesis Lausannensis, Genevensis et Friburgensis) a Suïssa, comprenent els cantons de Friburg, Ginebra, Vaud i Neuchâtel, amb l'excepció de certes parròquies de la riba dreta del Roine que pertanyen a la diòcesi de Sion (Sitten); aquesta diòcesi es va crear per la fusió 1821 del Bisbat de Lausana i el Bisbat de Ginebra, els dos antics Principats-bisbats. Fins a 1924, es deia Diòcesi de Lausana i Ginebra. La diòcesi té seu a Friburg; té 680.000 catòlics que constitueixen un 51% de la població del seu districte (a partir de 2004).

## Lausana

Escut de la diòcesi

L'origen de la seu de Lausana pot ser localitzat a l'antiga seu de Windisch (Vindonissa). Bubulcus, el primer bisbe de Windisch, apareix esmentat al sínode imperial d'Epao a Burgúndia el 517. El segon i l'últim bisbe conegut de Windisch fou Gramatius (o Grammatius), que signava els decrets dels sínodes de Clermont el 535. d'Orleans del 541, i d'Orleans del 549. Es creia generalment que poc després d'això seu fou transferida des de Windisch fins a Constança (Alemanya), però certes investigacions, especialment les fetes per Marius Besson, estableixen que és probable que entre 549 i 585, la seu hagués estat dividida i la verdadera seu dels bisbes de Windisch hagués estat transferida a Avenches (Aventicum), mentre que la part oriental de la diòcesi s'unia amb la Diòcesi de Constança.
Segons el Sínode de Mâcon del 585 sant Màrius sembla que hagi estat el primer bisbe resident a Avenches. El Chartularium de Lausana afirma que Sant Màrius va néixer a la diòcesi borgonyona d'Autun aproximadament el 530, i fou consagrat bisbe d'Avenches el maig del 574, morint el 31 de desembre del 594. A ell devem una addició valuosa (455-581) a la Crònica de Sant Pròsper d'Aquitània. La seu episcopal d'Avenches podria haver estat transferida a Lausana per Màrius, o més tard, possiblement no abans de 610.
Lausana fou originalment sufragània de l'Arquebisbat de Lió (al voltant del segle VII), després de Besançon, del qual no es va separar fins al Concordat Napoleònic francès de 1801. En època medieval la diòcesi s'estenia de l'Aar, prop de Soleure, al nord de la Vall de Saint Imier, d'allí al llarg del Doubs i la carena del Jura on l'Aubonne desaigua al Llac de Ginebra, i d'allí al llarg del nord del llac fins a Villeneuve d'on la línia de límit seguia el vessant entre el Roine i l'Aar al Grimsel, i avall de l'Aar a Attiswil. Així la diòcesi incloïa la ciutat de Soleure i part del seu territori i la part del Cantó de Berna a l'esquerra banc del Riu Aar, també Biel, la Vall de Saint Imier, Jougne i Les Longevilles al Franc Comtat, els comtats de Neuchâtel i Valangin, la part més gran del cantó de Vaud, el Cantó de Friburg, el comtat de Gruyere i la majoria de l'Oberland de Berna. La Diòcesi present de Lausana inclou els cantons de Cantó de Friburg, Vaud i Neuchâtel.
Dels bisbes que al setè segle van succeir a Sant Màrius gairebé res se sap. Entre 594 i 800 només tres bisbes són coneguts: Arricus, present al Concili de Chalon-sur-Saône, Protasius, elegit aproximadament el 651, i Chilmegisilus, aproximadament el 670. Des del temps de Carlemany fins al final del novè segle s'esmenten els següents bisbes de Lausana: Udalricus (Ulrich), un contemporani de Carlemany; Fredarius (aproximadament el 814); David (827-50), mort en combat amb un dels senyors de Degerfelden; Hartmann (851-78); i Hieronymus (879-92).
El més distingits dels següents bisbes foren: Heinrich Von Lenzburg (mort el 1019), que va reconstruir la catedral el 1000; Hug (1019-37), un fill de Rodolf III de Borgonya, que el 1037 proclamava la "Pau de Déu"; Burcard von Oltingen (1057-89), un dels partidaris més lleials de l'emperador Enric IV del Sacre Imperi Romanogermànic, amb qui se'l va desterrar, i va fer el Pelegrinatge a Canossa; Guido von Merlen (1130-44), un corresponsal de sant Bernat de Claravall; Sant Amadeu d'Hauterive, un Cistercenc (1144-59), que escrivia homilies en honor de la Verge Beneïda;, Bonifaci de Brussels, molt venerat (1230/1-39), anteriorment mestre a la Universitat de la Sorbona de París i cap de l'escola de la catedral a Colònia, que va renunciar a causa dels maltractaments físics, després bisbe auxiliar a Brabant; el benedictí Lluís de la Palud (1432-40), que participava en els Concilis de Constança (1414), Pavia-Siena (1423) i Basilea (1431-1432) i en aquest darrer fou escollit, el gener de 1432, bisbe de Lausana, contra Jean de Prangins, l'elegit del capítol; Palud fou després vicecamarlenc del conclave d'on va emergir Amadeu VIII de Savoia com l'antipapa Fèlix V, que el va fer cardenal; Jordi de Saluzzo, que publicava constitucions sinodals per a la reforma del clergat; Giuliano Della Rovere cardenal (1472-76), que el 1503 ascendí al tron papal com Juli II.
Mentrestant els príncep-bisbes de Lausana, que havien estat comtes de Vaud des del temps de Rodolf III de Borgonya (1011), i fins al 1218 sotmesos només a l'autoritat imperial, rebien el 1270 l'estatus de príncep del Sacre Imperi, però el seu poder temporal només s'estenia sobre una part petita de la diòcesi, és a dir sobre la ciutat i districte de Lausana, així com unes quantes ciutats i pobles als cantons de Vaud i Friburg; d'altra banda, els bisbes posseïen molts feus entre les més distingides de les famílies patrícies de Suïssa occidental.
Els guardians de la propietat eclesiàstica (advocati, avoué, vogt) de la seu foren originalment els comtes del Genevois, després els senyors de Gerenstein, els ducs de Zähringen, els comtes de Kyburg, i finalment els comtes (després ducs) de Savoia. Aquests guardians, l'única obligació dels quals originalment era la protecció de la diòcesi, ampliaven la seva jurisdicció a compte dels drets diocesans i fins i tot cobrien l'episcopat amb membres de les seves famílies. Baralles fatigoses en van resultar, durant les quals la ciutat de Lausana, amb l'ajut de Berna i Friburg, adquiria nous drets, i gradualment s'alliberava de la sobirania episcopal. Quan el Bisbe Sebastian de Montfaucon (1517-60) prenia partit pel duc de Savoia en una batalla contra Berna, el bernesos utilitzaren això com a pretext per ocupar la ciutat de Lausana. El 31 de març del 1536, Hans Franz Nägeli entrava a Lausana com a conqueridor, abolia el catolicisme, i començava una revolució religiosa. El bisbe es va veure obligat a fugir, el tresor eclesiàstic fou portat a Berna, el Capítol de la catedral es va dissoldre (i mai no fou restablert), mentre que la catedral fou donada a l'Església Reformada Suïssa. El bisbe Sebastià moria en l'exili el 1560, i els seus tres successors foren igualment exiliats. Només el 1610, sota el bisbe Johann VII de Watteville, la seu fou provisionalment restablerta a Friburg, on ha romàs de llavors ençà.
Els cantons de Vaud, Neuchâtel i Berna estaven perduts totalment per la seu de Lausana en favor de la Reforma. En la Revolució Francesa amb la Constitució civil del clergat (1790) les parròquies del Jura francès passaven al Bisbat de Belley, i això fou confirmat pel Concordat de 1801. El 1814 les parròquies de Soleure, el 1828 els del Jura de Berna, i el 1864 també el districte de Berna a l'esquerra de l'Aar foren agregats al Bisbat de Basilea. En compensació, el papa Pius VII assignava, en un breu papal de 20 de setembre de 1819, la ciutat de Ginebra i vint parròquies que pertanyien a la diòcesi vella de Ginebra (que el 1815 havia esdevingut suïssa) a la seu de Lausana. El bisbe (el 1815 Petrus Tohias Yenni) va conservar la seu a Friburg, i des de 1821 va conservar el títol i escut dels bisbes de Lausana i Ginebra. El seu vicari general resideix a Ginebra, i és sempre rector d'aquella ciutat.

## Lausana i Ginebra
El bisbe Yenni moria 8 de desembre de 1845 i fou succeït per Etienne Marilley. Deposat el 1848 pels cantons de Berna, Ginebra, Vaud i Neuchâtel, a causa de diferències serioses amb el règim radical a Friburg, Marilley va estar pres durant cinquanta dies al Castell de Chillon, al Llac de Ginebra, i llavors va passar vuit anys a l'exili a França; se li permetia retornar a la seva diòcesi el 19 de desembre de 1856.
En 1864 Pius IX nomenava al vicari general de Ginebra, Gaspard Mermillod, com a bisbe auxiliar, i el 1873 Vicari Apostòlic de Ginebra, així separant el territori ginebrenc de la diòcesi i fent-lo un (missioner) vicariat. Com que aquest vicariate apostòlic nou no era tanmateix reconegut ni pel Consell Estatal de Ginebra ni pel Consell Federal Suís, Mermillod fou desterrat de Suïssa per decret de 17 de febrer de 1873. Després que la Santa Seu condemnés aquesta mesura, el govern responia el 12 de desembre de 1873 expulsant el nunci Apostòlic. Després que Marilley hagués renunciat la seva diòcesi el 1879, monsenyor Christophore Cosandey], prebost del seminari de Friburg, fou elegit bisbe de Lausanne i Ginebra, i després de la seva mort, Mermillod. Així el Vicariat Apostòlic de Ginebra fou abandonat, el conflicte amb el govern es va acabar, i el decret d'expulsió contra Mermillod fou revocat. El 1890, Lleó XIII feia cardenal a Mermillod i l'enviava a Roma. Monsenyor Joseph Déruaz fou nomenat com el seu successor.

## Demografia
Segons el Dictionnaire géographique de la Suisse (Neuchâtel, 1905), Iii, 49 sqq., la diòcesi tenia aproximadament 434.049 protestants i 232.056 Catòlics; consegüentment els darrers formaven una mica més que un terç de la població sencera del bisbat. Els catòlics habiten principalment el Cantó de Friburg (excepte el Districte de Llac) i les parròquies de país transferides a Ginebra el 1515, quatre comunes al Cantó de Neuchâtel i deu al canto de Vaud. La població catòlica als cantons de Friburg i Ginebra consisteix principalment en pagesos, als dos altres cantons també són principalment membres de les classes treballadores. Els catòlics es distribuïen en 193 parròquies, de les que 162 a Lausana i 31 a Ginebra. El nombre de sacerdots seculars era de 390, i pertanyents als ordes de 70.
Entre el més els establiments educatius importants de diòcesi, a més a més dels ja esmentats, hi ha: la Universitat de Friburg; el seminari teològic de Sant Carles a Friburg, amb set professors eclesiàstics; l'escola cantonal de Saint Michel, també a Friburg, que comprèn un gimnàs alemany i un francès, un Realschule (corresponent a les escoles de primer grau angleses) i escola comercial, així com un liceu, el rector dels quals era un clergue. Aquesta escola tenia el 1910 aproximadament 800 alumnes, amb 40 eclesiàstics i molts professors laics. Tres altres universitats cantonals existien a la diòcesi: Ginebra (fundada per Jean Cauvin el 1559, i el 1873 elevada a la categoria d'una universitat amb cinc facultats); Neuchâtel (1866, acadèmia; 1909, universitat); Lausana (1537, acadèmia; universitat des de 1890, amb cinc facultats). Ginebra i Lausana tenen facultats protestants teològiques, Neuchâtel una Facultat de teologia de l'"Église indépendante de l'état".
Per al govern de la diòcesi n'hi havia, a més a més del bisbe, dos vicaris-generals, una vivint a Ginebra, l'altre a Friburg. Hi havia, a més, un provicarius generalis, que és també canceller de la diòcesi, i un secretari. El capítol de la catedral de Lausana (amb 32 cànons era suprimit en el moment de la reforma protestant i mai no ha estat restablert, i en conseqüència l'elecció de bisbe depèn de la Santa Seu. El 1512 Juli II establia un capítol col·legiata a l'església de sant Nicholas a Friburg, que fou immediatament subjecte a la Santa Seu, amb un prebost assignat pel Gran Consell, també un degà, un cantor i deu prebendaris. Aquesta col·legiata prenia el lloc de la catedral diocesana, que faltaven des que la catedral de sant Pierre a Ginebra i de Notre-Dame a Lausana foren entregades als protestants en el moment de la Reforma.
A finals del 2013, la diòcesi tenia 711.000 batejats sobre una població d'1.609.440 persones, equivalent 44,2% del total.
| any  | població | població  | població | sacerdots | sacerdots       | sacerdots       | sacerdots             | diaques | religiosos | religiosos | parròquies |
| ---- | -------- | --------- | -------- | --------- | --------------- | --------------- | --------------------- | ------- | ---------- | ---------- | ---------- |
| any  | batejats | total     | %        | total     | clergat secular | clergat regular | batejats por sacerdot | diaques | homes      | dones      |            |
| 1950 | 272.000  | 765.000   | 35,6     | 858       | 508             | 350             | 317                   |         | 370        | 2.450      | 222        |
| 1970 | 542.000  | 1.300.000 | 41,7     | 984       | 614             | 370             | 550                   |         | 550        | 2.100      | 261        |
| 1980 | 580.000  | 1.322.000 | 43,9     | 782       | 482             | 300             | 741                   |         | 410        | 1.880      | 281        |
| 1990 | 595.000  | 1.333.000 | 44,6     | 847       | 419             | 428             | 702                   | 5       | 510        | 1.660      | 292        |
| 1999 | 670.487  | 1.346.000 | 49,8     | 646       | 360             | 286             | 1.037                 | 12      | 448        | 1.157      | 291        |
| 2000 | 673.217  | 1.346.000 | 50,0     | 668       | 384             | 284             | 1.007                 | 12      | 444        | 1.148      | 291        |
| 2001 | 675.672  | 1.346.000 | 50,2     | 639       | 365             | 274             | 1.057                 | 9       | 478        | 1.133      | 291        |
| 2002 | 675.644  | 1.346.000 | 50,2     | 623       | 366             | 257             | 1.084                 | 13      | 458        | 1.114      | 289        |
| 2003 | 677.696  | 1.346.000 | 50,3     | 628       | 362             | 266             | 1.079                 | 15      | 463        | 1.079      | 287        |
| 2004 | 681.126  | 1.346.000 | 50,6     | 630       | 364             | 266             | 1.081                 | 17      | 410        | 907        | 264        |
| 2013 | 711.000  | 1.609.440 | 44,2     | 513       | 270             | 243             | 1.385                 | 24      | 433        | 755        | 248        |

## Llista de bisbes
Bisbes d'Avenches (Aventicum)
- Bubulcus d'Aventicum (517-535)
- Grammatius (535-549)

Bisbes de Lausana 574-1536
- Sant Màrius (574-594)[14]
- Arricus 639-654
- Prothasius 652
- Chilmegiselus 670
- Udalricus 690
- Fredarius 814-825
- David 827-850
- Hartmannus 852-878
- Hieronimus 878-892
- Boso 892-927
- Libo 927-932
- Bero 932-947
- Magnerius 947-968
- Eginolfus 968-985
- Enric de Borgonya 985-1018
- Hug de Borgonya 1018-1037
- Enric II de Lenzbourg 1039-1051/56
- Burcard d'Oltigen 1056-1089
- Lambert de Grandson 1089-1090
- Conó de Fenis 1090-1103/07
- Giroldus o Gerard de Faucigny 1105-1126/34
- Guy de Maligny o de Marlaniaco 1134-1143
- Amadeu de Clermont dit de Lausana 1145-1159
- Landri de Durnes 1160-1178/79
- Roger de Vico-Pisano 1178-1212
- Bertold de Neuchâtel 1212-1220
- Gerard de Rougemont 1220-1221
- Guillem d'Ecublens 1221-1229
- Bonifaci Clutinc o Sant Boniface de Lausanne 1231-1239
- Joan de Cossonay 1240-1273
- Guillem de Champvent 1273-1301
- Gerard de Vuippens 1302-1309
- Otó de Champvent 1309-1312
- Pere d'Oron 1313-1323
- Joan del Rosselló 1323-1341
- Joan Bertran 1341-1342
- Geoffroi de Vayrols 1342-1347
- François Prévost (Proust) 1347-1354
- Aymon de Cossonay 1355-1375
- Guy de Prangins 1375-1394
- Aymon Séchal administrador, 1394-1394
- Guillaume de Menthonay 1394-1406
- Guillaume de Challant 1406-1431
- Louis de la Palud 1431-1433
- Jean de Pingon-Prangins 1433-1440
- Georges de Saluces 1440-1461
- Guillaume de Varax 1462-1466
- Jean Michel 1466-1468
- Barthélémy Chuet, administrador 1469-1472
- Giuliano della Rovère, 1472-1473, futur papa Juli II, 1503-1513,
- Benoît de Montferrand 1476-1491
- Aymon de Montfalcon 1491-1517
- Sebastià de Montfalcon 1517-1536/60

Bisbes de Lausana 1600-1814
- Jean de Watteville 1609-1649
- Jost Knab 1652-1658
- Henri Fuchs 1658-1662 (administrador apostòlic)
- Jean-Baptiste de Strambino 1662-1684
- Pierre de Montenbach 1688-1707
- Jacques Duding 1707-1716
- Claude-Antoine Duding 1716-1745
- Joseph-Hubert de Boccard 1746-1758
- Joseph-Nicolas de Montenach 1758-1782
- Bernard-Emmanuel de Lenzbourg 1782-1795
- Jean-Baptiste d'Odet 1796-1803
- Joseph-Antoine Guisolan 1804-1814

Bisbes de Lausana i Ginebra des de 1821
- Pierre-Tobie Yenni (1815-1845)
- Etienne Marilley (1846-1879)
- Christophore Cosandey (1879-1882)
- Gaspard Mermillod (1883-1891)
- Joseph Déruaz (1891-1911)
- André-Maurice Bovet (1911-1915)
- Placide Colliard (1915-1920)

Bisbes de Lausana, Ginebra i Friburg des de 1924
- Marius Besson (1920-1945)
- François Charrière (1945-1970)
- Pierre Mamie (1970-1995)
- Amédée Grab, (1995-1998)
- Bernard Genoud (1999-2010)
- Charles Morerod (2011-present)